# جاناتان تروپر
جاناتان تروپر (انگلیسی: Jonathan Tropper؛ زادهٔ ۱۹ فوریهٔ ۱۹۷۰) فیلم‌نامه‌نویس، رمان‌نویس، نویسنده، و تهیه‌کننده اجرایی اهل ایالات متحده آمریکا است. برجسته‌ترین اثر وی کتابی است تحت عنوان چگونه با یک بیوه سخن برانیم که در سال ۲۰۰۷ منتشر گردید. از جمله آثار دیگر وی می‌توان به کتاب همه‌چیز تغییر می‌کند (۲۰۰۵) و همینطور کتاب اینجا شما را ترک می‌کنم (۲۰۰۹) اشاره داشت. 

## فیلم‌شناسی
- اینجا شما را ترک می‌کنم (۲۰۱۴)
- کداکروم (۲۰۱۷)
- پروژه آدام (۲۰۲۲)
- خدمه خرابکار (۲۰۲۵)
- مچ‌باکس (۲۰۲۶)